# Aiguats de novembre de 1983
Els Aiguats de novembre de 1983 es van produir el 7 de novembre de 1983 a la conca del Llobregat amb conseqüències catastròfiques. Aquests aiguats es van produir just un any després de l'episodi de pluges torrencials del 6-8 de novembre de 1982 que va afectar tot el país, però principalment les capçaleres de les conques del Llobregat i el Segre amb desbordaments molt greus. Les zones més afectades el 1983 van ser les comarques del Baix Llobregat, el Barcelonès i els Vallesos oriental i occidental, tot i que en punts de la Cerdanya, la Garrotxa i Osona també varen ser importants els totals de precipitació de tot l'episodi.

## Descripció
Les precipitacions més intenses van caure durant la matinada del 7 de novembre, sobretot des de les 03 fins a les 07 UTC, registrant-se durant aquestes 4 h quantitats superiors als 150 mm en punts del Barcelonès, els Vallesos i el Baix Llobregat (220,0 mm a Terrassa-Placeta de la Creu, 217,3 mm a l'Hospitalet de Llobregat i 188,0 mm a Terrassa-Casa Barba). La distribució espacial de la pluja aquella matinada va ser molt irregular; per exemple, 217,3 mm van caure a l'Hospitalet, 56 mm a Cornellà i tan sols 16 mm a la desembocadura del Besòs. La precipitació va continuar caient de manera més moderada la resta del dia 7 i gran part del 8. El últims ruixats, de caràcter més local, es van allargar fins al migdia del 9 de novembre.
Els valors màxims de precipitació en 24h es van produir durant el dia 7, superant-se els 200 mm en punts del Vallès Occidental i el Barcelonès. A Terrassa van caure 313,0 mm i a l'Hospitalet de Llobregat 249,1 mm en unes 28 hores (de les 03 UTC del 07/11/1983 fins a les 07 UTC del 08/11/1983). Dels valors acumulats durant l'episodi (de les 07 UTC del 06/11/1983 fins a les 07UTC del 09/11/1983) destaquen els 333,0 mm a Terrassa, 254,8 mm a la Molina i 252,8 mm de l'Hospitalet de Llobregat.
La situació meteorològica durant l'episodi va venir caracteritzada per un fort temporal en superfície del sud-est, provocat pel pas d'una profunda pertorbació present a tots els nivells de la troposfera. Aquesta depressió es va desplaçar des del Golf de Cadis, la matinada del 6 de novembre, fins a Sardenya, la matinada del dia 8, creuant les Balears pel sud durant el dia 7. Aquesta borrasca va provocar un marcat flux de vent humit i càlid del sud-est a capes baixes i del sud a capes altes, advectant a tots els nivells una massa d'aire potencialment molt inestable, produint els importants aiguats del 7 i 8 de novembre.

## Danys
Els aiguats del dia 7 van fer desbordar de manera violenta nombroses rieres afluents per la riba esquerra del riu Llobregat, el qual també va sortir de mare puntualment al seu curs baix, negant nombrosos camps. Destaquen els desbordaments de la Riera Blanca a l'Hospitalet de Llobregat, la Riera de la Païssa a Sant Joan Despí, la Riera de la Salut a Sant Feliu de Llobregat, la Riera de Vallvidrera a Molins de Rei, i la Riera de les Arenes a Terrassa i Rubí. Cal destacar també que molts carrers de la ciutat de Barcelona es van convertir en torrents d'aigua per la forta intensitat de la precipitació, inundant-se baixos i garatges.
Aquest episodi de pluges torrencials va causar un gran impacte social, sobretot als pobles riberencs del Baix Llobregat, en esdevenir tan sols un any després de les importants inundacions produïdes pels aiguats del 6 al 8 de novembre de 1982, els danys de les quals havien estat recentment reparats, però amb moltes obres de millora encara pendents de realitzar. Tot plegat va produir una destacable sensació d'indefensió entre tota la població.